# Kliopsyllus psammobiontus
Kliopsyllus psammobiontus är en kräftdjursart som först beskrevs av Noodt 1964.  Kliopsyllus psammobiontus ingår i släktet Kliopsyllus och familjen Paramesochridae. Inga underarter finns listade i Catalogue of Life.